# Lola Montez (película de 1919)
Mona Montez es una película muda alemana de 1919 dirigida por Rudolf Walther-Fein y protagonizada por Hans Albers, Marija Leiko y Oscar Marion. Es una secuela libre de la película de 1918 Lola Montez, y a veces se la conoce por los títulos alternativos de Lola Montez, Parte II; Lola Montez 2 o Lola Montez, en la corte del rey Luis I de Baviera .

## Reparto
- Hans Albers
- Marija Leiko
- Oscar Marion
- Gustav Adolf Semler
- Maria Zelenka